# The Marshall Mathers LP
The Marshall Mathers LP – trzeci album amerykańskiego rapera Eminema, najszybciej sprzedający się album z muzyką rap i najlepiej sprzedający się album artysty solowego w pierwszym tygodniu od momentu pojawienia się na rynku.
W tydzień po premierze, zostało sprzedanych 1,7 miliona egzemplarzy, co uczyniło go najszybszym sprzedającym się albumem w historii, wyprzedzając nawet album Snoop Dogga Doggystyle. Nad obydwoma albumami czuwał również Dr. Dre. The Marshall Mathers LP został nazwany diamentową płytą oraz jest najlepiej sprzedającym się albumem Eminema.
Podczas gdy album zyskiwał popularność, wiele organizacji oraz polityków sprzeciwiało się odważnym tekstom Eminema. Mimo powszechnego stosowanie wulgaryzmów przez artystę, The Marshall Mathers LP wywołał wiele kontrowersji, głównie przez utwory „Kill You” oraz „Kim”, krytykowane za wrogość do kobiet.
Natężenie protestów zostało wywołane nominacją The Marshall Mathers LP do czterech nagród Grammy w 2001 roku, m.in. Album of the Year(album roku). Był to pierwszy album z gatunku rap nominowany do tej nagrody. Podczas ceremonii, Eminem wykonał swój utwór „Stan” wraz z Eltonem Johnem, który grał na pianinie oraz śpiewał wraz z chórem. Mimo sprzeciwów, album wygrał nagrodę na najlepszy album roku z gatunku rap, natomiast w kategorii najlepszego albumu roku, przegrał z albumem Steely Dan – Two Against Nature.
Umieszczenie prawdziwego nazwiska oraz imienia artysty w nazwie albumu czyniło go bardziej osobistym albumem, niż jego poprzednik – The Slim Shady LP. Duża część CD była adresowana do ludzi, którzy krytykowali jego poprzedni album. The Marshall Mathers LP porusza również temat relacji Eminema z jego rodziną, głównie z Kim oraz jego matką. Jedynym utworem na albumie o niepoważnej tematyce jest utwór „The Real Slim Shady”.
The Marshall Mathers LP jest pierwszym albumem, który został skrytykowany przez popularny amerykański magazyn – XXL.
W 2003 album został sklasyfikowany na 302. miejscu listy 500 albumów wszech czasów magazynu „Rolling Stone”.

## Tło
Pierwszy album Eminema Infinite został źle przyjęty i zignorowany przez krytyków. Po tym Eminem stworzył swoje alter ego Slim Shady. W 1997 roku wydał EP The Slim Shady EP po czym został zauważony przez CEO Interscope Jimmy’ego Iovine’a, który odtworzył ten minialbum Dr. Dre. Raper z N.W.A szybko go zakontraktował. Biały raper na początku był nieśmiały, ponieważ słuchał N.W.A w młodości. Jednak z czasem się zaprzyjaźnili. W 1998 roku zaczęli pracować nad drugim albumem Marshalla The Slim Shady LP. Album został wydany 23 lutego 1999 roku. Przyniósł raperowi sławę i kontrowersje. Został oskarżony o homofobię i mizoginię.

## Nagrywanie
Album został nagrany przez 2 miesiące podczas bardzo długich, czasami nawet 20-godzinnych sesji w studiu. Eminem określił siebie jako „studyjnego szczura”. Raper starał się jak najbardziej skupić na nagrywaniu. Dr. Dre nagrywanie określił następująco: „My nie budzimy się o drugiej w nocy, żeby zadzwonić do siebie i powiedzieć: 'Hej, mam pomysł. Idziemy do studia.’ My po prostu czekamy i obserwujemy, jak to się rozwinie”.

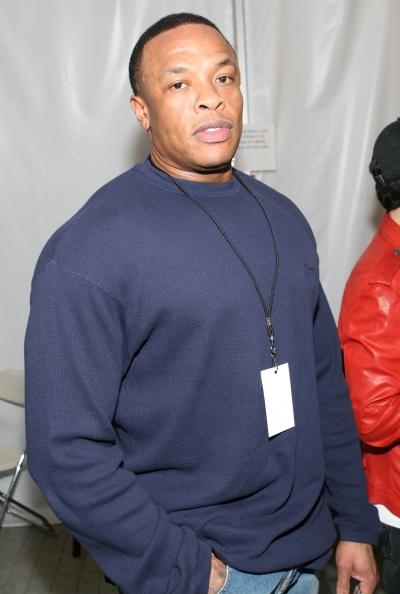
Dr. Dre był odpowiedzialny za produkcję.

„Marshall Mathers” został nagrany po tym jak Eminem słuchał gry na gitarze Jeffa Bassa, a „Criminal” po podsłuchaniu riffu na pianinie Braci Bass. Podobnie było z utworem „Kill You”, który został nagrany po usłyszeniu jakiegoś utworu podczas rozmowy z Dre. Eminem wspominał także o powstawaniu utworu Stan: „'Stan’ był jednym z kilku utworów, do którego usiadłem z już gotowym pomysłem. Wiedziałem już o czym będzie ten kawałek.”. Dido potem powiedziała: „Dostałam ten list pewnego dnia tak ni stąd, ni zowąd. Treść mówiła: 'Lubimy Twój album, użyliśmy tego utworu. Mamy nadzieję, że się nie pogniewasz i że Ci się spodoba. Kiedy przesłali mi go i puściłam go w pokoju hotelowym, moje wrażenie było: 'Wow! Ten track jest wspaniały'”.

## Muzyka i teksty
Głównymi producentami albumu byli Dr. Dre i Mel-Man. Bass Brothers i Eminem wyprodukowali głównie drugą część krążka. The 45 King wyprodukował jeden z najbardziej rozpoznawalnych utworów Slima Stan.
Album mówi głównie o dojściu do sławy. Tematami są także relacje z matką („Kill You”), wpływ na amerykańską młodzież („Who Knew”, „The Way I Am”), radzeniem sobie ze sławą („Stan”, „The Way I Am”, „Marshall Mathers”) i relacjami z Kim („Kim”). Przez te teksty Eminem został uznany homofobem. Budził coraz większe kontrowersje. W utworze „Criminal” rapuje: „My words are like a dagger with a jagged edge/That’ll stab you in the head wether you’re a fag or les.../Hate fags? The answer’s yes”. Dave White jednak sprostował: „Jeśli zdyskrimimował ciebie lub mnie, to idąc logicznym tokiem myślenia można powiedzieć, że także zgwałcił swoją matkę, zabił swoją żone i zamordował swojego producenta, Dr. Dre. Jeśli on jest tym, który ma być brany dosłownie, to tak samo powinno się odebrać zaproszenie Britney Spears: 'Poderwij mnie jeszcze raz, kochany'”. Eminem bronił się mówiąc, że dla niego słowo „faggot” oznacza „maminsynka”, „dupka”. W utworze „Kim” rapuje o zamordowaniu swojej ex-dziewczyny i schowaniu jej ciała w bagażniku. Przez ten utwór zaczął budzić jeszcze większe kontrowersje.

## Wersja ocenzurowana
Raiford Guins w swojej książce skrytykował ocenzurowaną wersję i powiedział, że „wersja ocenzurowana przypomina coś na kształt rozmowy telefonicznej ze słabym odbiorem”, a także, że „raper cierpi na nieuleczalny przypadek czkawki. Słowa jak: „ass”, „shit”, „bitch”, „goddamn”, „piss” pozostały nieocenzurowane, a słowo „nigga” zostało ocenzurowane tylko raz. W utworze The Real Slim Shady słowa „shit” i „bitch” pozostały bez cenzury. Na tylnej okładce zamiast „Kill You” jest napisane „**** You”, zamiast „Drug Ballad”, „Ballad”, a utwór „Kim” został całkowicie usunięty. Skit „Public Service Announcement 2000” został zastąpiony 2 sekundami ciszy. W „I’m Back” na obu wersjach został ocenzurowany wers: „Zbiorę siedem [dzieci] z [Columbine]”, jednakże na utworze Rap God wers ten pozostał bez cenzury.

## Odbiór komercyjny
Album zadebiutował na 1 miejscu listy Billboard 200 i sprzedał się w 1,76 mln egzemplarzy w pierwszym tygodniu. Stał się najszybciej sprzedającym albumem w historii hip-hopu. W drugim tygodniu sprzedał 800 tys. kopii, w trzecim 598 tys., a w czwartym 519 tys. kopii. Cztery tygodnie po wydaniu album uzyskał status 4-krotnej platyny. Stał się drugim pod względem sprzedaży albumem 2000 roku ze sprzedażą ponad 7 mln egzemplarzy. W 2010 roku uzyskał status diamentu w USA i sprzedał się w ponad 10 mln kopii. Stał się jednym z najlepiej sprzedających się albumów w historii Stanów Zjednoczonych. W Polsce uzyskał status platynowej płyty.

## Odbiór krytyczny
Album otrzymał według Metacritic „na ogół sprzyjające recenzje”. Stephen Thomas Erlewine z Allmusic nazwał album „niemal genialnym” i zwrócił uwagę na „pejzaże dźwiękowe”. Krytyk dał albumowi ocenę 5/5. NME opisało album jako „wyczerpujący poligon ćwiczebny lirycznego geniusza”. Robert Christagu dał albumowi ocenę A i napisał, że „album rzadko słabnie na więcej niż 2,3 utwory”. Entertainment Weekly nazwało go „nieuzasadnionym a jednocześnie odpornym na krytykę, obłudnym, a także łamiącym serce, trudnym w słuchaniu i jednocześnie niezaprzeczalnym”. Sal Cinquemani ze Slant Magazine skrytykował album. Dał albumowi ocenę 1,5/5 i napisał, że Eminem jest „odrażający” i że „jedyną rzeczą gorszą od homofobii Eminema jest niedojrzałość, z jaką ją okazuje”.

## Wyróżnienia
Album wygrał Nagrodę Grammy w 2001 roku w kategorii Best Rap Album i był nominowany w kategorii Album Of The Year. Wygrał także nagrodę MTV Europe Music Awards w kategorii Best Album. W 2003 roku znalazł się na 302 miejscu Listy 500 Najlepszych Allbumów Wszech-Czasów według magazynu Rolling Stone. Przez wiele magazynów został uznany jednym z najlepszych albumów hip-hopowych wszech-czasów.

## Lista utworów
| Nr  | Tytuł utworu                                                       | Autor                                                                            | Producent             | Długość |
| --- | ------------------------------------------------------------------ | -------------------------------------------------------------------------------- | --------------------- | ------- |
| 1.  | „Public Service Announcement 2000 (skit)”                          |                                                                                  |                       | 0:25    |
| 2.  | „Kill You”                                                         | Marshall Mathers, Andre Young, Melvin Bradford                                   | Dr. Dre, Mel-Man      | 4:24    |
| 3.  | „Stan (gośc. Dido)”                                                | Mathers, Dido Armstrong, Paul Herman                                             | The 45 King, Eminem   | 6:44    |
| 4.  | „Paul (skit)”                                                      |                                                                                  |                       | 0:10    |
| 5.  | „Who Knew”                                                         | Mathers, Young, Bradford, Mike Elizondo                                          | Dr. Dre, Mel-Man      | 3:47    |
| 6.  | „Steve Berman (skit)”                                              |                                                                                  |                       | 0:53    |
| 7.  | „The Way I Am”                                                     | Mathers                                                                          | Eminem                | 4:50    |
| 8.  | „The Real Slim Shady”                                              | Mathers, Young, Coster, Elizondo                                                 | Dr. Dre, Mel-Man      | 4:44    |
| 9.  | „Remember Me? (gośc. RBX & Sticky Fingaz)”                         | Mathers, Young, Eric Collins, Kirk Jones                                         | Dr. Dre, Mel-Man      | 3:38    |
| 10. | „I’m Back”                                                         | Mathers, Young, Bradford                                                         | Dr. Dre, Mel-Man      | 5:10    |
| 11. | „Marshall Mathers”                                                 | Mathers, Jeff Bass, Mark Bass                                                    | Bass Brothers, Eminem | 5:20    |
| 12. | „Ken Kaniff (skit)”                                                |                                                                                  |                       | 1:01    |
| 13. | „Drug Ballad (gośc. Dina Rae)”                                     | Mathers, J. Bass, M. Bass                                                        | Bass Brothers, Eminem | 5:00    |
| 14. | „Amityville (gośc. Bizarre)”                                       | Mathers, J. Bass, M. Bass, Rufus Johnson                                         | Bass Brothers, Eminem | 4:14    |
| 15. | „Bitch Please II (gośc. Dr. Dre, Snoop Dogg, Xzibit & Nate Dogg) ” | Mathers, Young, Bradford, Elizondo, Calvin Broadus, Alvin Joiner, Nathaniel Hale | Dr. Dre, Mel-Man      | 4:48    |
| 16. | „Kim”                                                              | Mathers, J. Bass, M. Bass                                                        | Bass Brothers         | 6:17    |
| 17. | „Under the Influence (z D12)”                                      | Mathers, Denaun Porter, Von Carlisle, Ondre Moore, Johnson, DeShaun Holton       | Bass Brothers, Eminem | 5:21    |
| 18. | „Criminal”                                                         | Mathers, J. Bass, M. Bass                                                        | Bass Brothers, Eminem | 5:15    |
| 19. | „The Kids”                                                         | Mathers, J. Bass, M. Bass, Steve King                                            | Bass Brothers, Eminem | 5:17    |
|     |                                                                    |                                                                                  |                       | 1:17:18 |